# برسكة
البَرَسْكَة جنس صغير من حوالي أربعة أنواع من فصيلة الصبار التي لا تشبه إلى حد كبير الأنواع الأخرى من الصبار ، ولها أوراق كبيرة وسيقان ليست بعُصَارية. اسم الجنس معرب من اسم عالم النبات الفرنسي نِكُلَس كلُد فَبْري دي بِرِسْك.
أنواعها عديدة جميعها من نبوت المناطق الحارة. سوقها وأفنادها ليفية أسطوانية الشكل. أوراقها عابلة معنقَّة لانظامية الارتكاز، بيضية الشكل لحمية النصال المنبسطة. إهرارُها فردي أو عثكولي التجميع، محوري الارتكاز. أزهارها كبيرة جميلة عديدة الألوان التي تختلف باختلاف الأنواع. ثمارها عنبية، مأكولة اللباب. أوراقها غزيرة العصير، لذيذة الطعم تؤكل طازجة ومطبوخة.

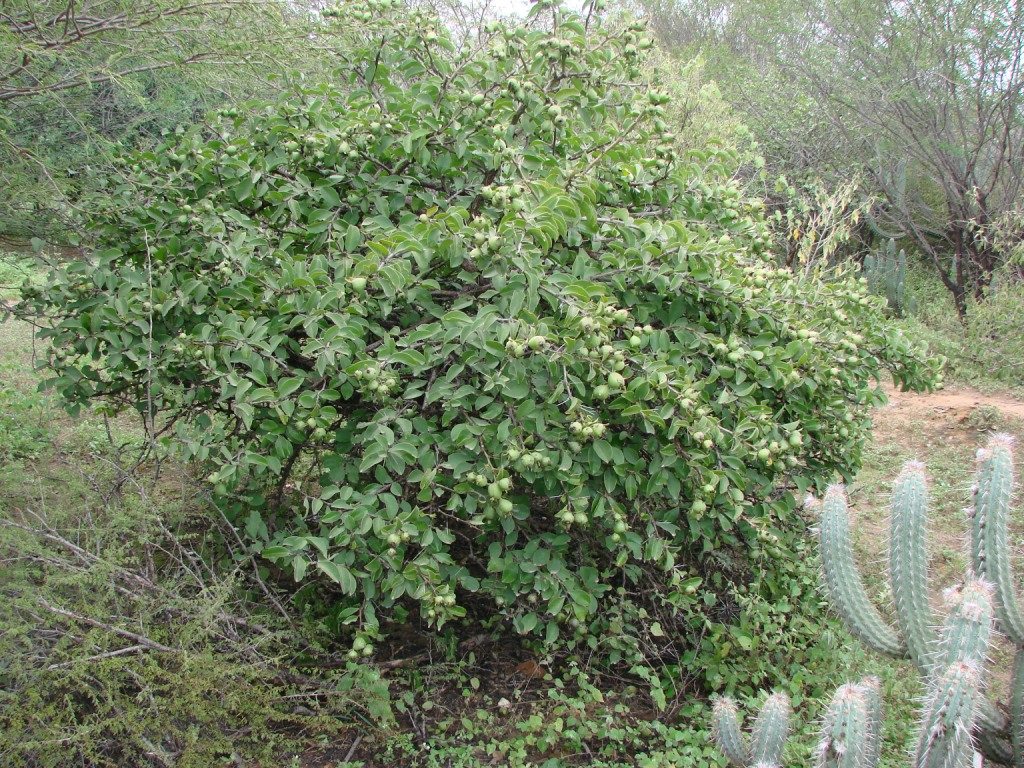
إطلالة أحد الأنواع

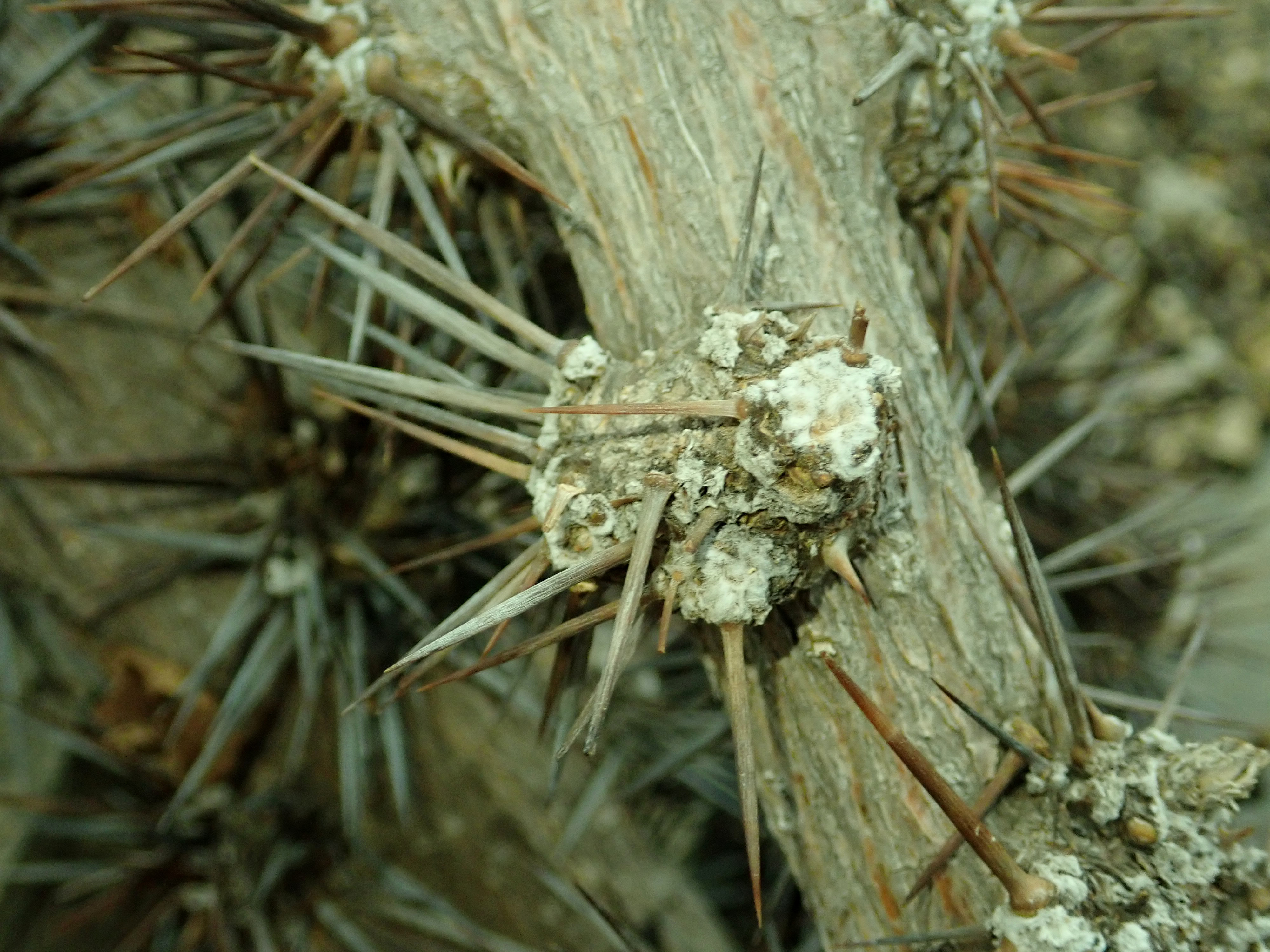
أشواكها